# Lyrodus floridanus
Lyrodus floridanus är en musselart som först beskrevs av Bartsch 1922.  Lyrodus floridanus ingår i släktet Lyrodus och familjen skeppsmaskar. Inga underarter finns listade i Catalogue of Life.